# Anno von Landsberg
Anno von Landsberg, auch Anno von Minden genannt († 1185), war Bischof von Minden. 
Er stammte aus dem Geschlecht Landesbergen. Zur Jahreswende 1174/1175 brach er zu einer Pilgerreise nach Santiago de Compostela auf. Ursprünglich wurde vermutet, dass sich der Bischof mit der Reise der Heeresfolge für den Italienzug von Friedrich Barbarossa (1152–1190) entziehen wollte. Auf seiner Pilgerreise schloss er jedoch zahlreiche Gebetsverbrüderungen mit bedeutenden Klöstern (Gorze, Cluny, Saint-Gilles, Saint-Martin de Tours und Santiago de Compostela) und konnte so seine religiöse Heilssuche untermauern.
In Annos Amtszeit fällt die Auflösung des Stammesherzogtums Sachsen im Jahr 1180. Die herzogliche Gewalt ging auf mehrere Fürsten und Bischöfe der Region über. Auch dem Bischof von Minden fiel in seinem Gebiet erstmals größere weltliche Gewalt zu. Er war daher der erste der (später) als Fürstbischöfe bezeichneten Regenten des Hochstifts Minden.